# Instituto Nacional de Estatística e Censo do Panamá
O Instituto Nacional de Estatística e Censos (em castelhano:  Instituto Nacional de Estadística y Censo (INEC) é a agência do governo do Panamá responsável pela coleta e processamento de dados estatísticos.

## Histórico

### 1862–1864: Fundação
Em 1864, o primeiro grande avanço na organização foi a informação estatística no país aconteceu com a criação do Registro Estatístico da província de Buenos Aires. A Constituição da Confederação Argentina, promulgada para unificar o território nacional, estipulou o Censo Geral. Buenos Aires permaneceu separada do resto das províncias até 1862. Havia departamentos de Estatística operando independentemente em cada uma das frações territoriais.